# 소나트래치
소나트래치 (아랍어:  المؤسسة الوطنية للتنقيب, صناعة, نقل, تحويل و تسويق المحروقات, 영어: National Company for Research, Production, Transport, Transformation, and Commercialization of Hydrocarbons s.p.a.) (SONATRACH: 소나트락)는 탄화 수소 자원 개발을 위해 설립된 알제리의 공기업이다. 리비아, 모리타니, 페루, 예멘, 그리고 베네수엘라에 사업 인가를 받았다. 소나트래치는 자원 탐색, 추출, 수송, 그리고 정제까지 다양한 방면의 사업 활동을 진행하고 있다. 특히 석유화학 부문과 해수담수화 부문에 특화되어 있다.